# 袁滋题记摩崖石刻
袁滋题记摩崖石刻位于盐津县豆沙镇石门村，处于由蜀入滇古道上。刻于唐贞元十年（794年）。高0.44米，宽0.36米，距地面高约1.7米。阴刻楷书8行122字。末行篆书“袁滋题”3字。记御史中丞袁滋及其他官员奉命持节册异牟寻为南诏王之事。1965年列为云南省重点文物保护单位，1988年公布为全国重点文物保护单位。现已建亭保护。

## 袁滋题记
大唐贞元十年九月廿日，云南宣慰使内给事俱文珍判官刘幽岩，小使吐突承璀，持节册南诏使御史中丞袁滋，副使成都少尹庞颀判官，监察御史崔佐时，同奉恩命赴云南册蒙异牟寻为南诏。其时，节度使尚书右仆射成都尹兼御史大夫韦皋差巡官监察御史马益统行营兵马开路置驿。故，石纪之。袁滋题。

## 周边
- 石门道遗址

驿道现存长约350米，宽1.7米。从关河左岸公路上缘三曲至袁滋题记摩崖石刻处。间有乱石铺筑的路面和石级。路面残留马蹄印痕等。据樊绰《蛮书》等记载，其前身即秦五尺道一段，在唐则是石门道。
- 石门关城堡

位于袁滋题记摩崖石刻南侧。始建年代不详。据传始建于唐，毁于清代。1983年于原址重建。
- 豆沙关摩崖石刻

位于石门道旁岩壁。刻于民国13年（1924年）。共四款。阴刻楷书，内容为“滇南第一关”“关津枢纽”“佑我民生”“勤政爱民”。具名“朱小东”。